# Bitwa pod Rovereto
Bitwa pod Rovereto – starcie zbrojne, które miało miejsce 4 września 1796 roku podczas wojny Francji z pierwszą koalicją.
W okolicach miasta Rovereto we Włoszech francuska armia (20 000 żołnierzy) dowodzona przez Bonapartego zdecydowanie pobiła austriacką armię (10 000 żołnierzy) dowodzoną przez generała Pawła Dawidowicza. Francuzi stracili 750 zabitych, rannych i zaginionych, natomiast Austriacy – 3 000 zabitych, rannych i jeńców oraz 25 dział.